# Parc Sainte-Périne
Der Parc Sainte-Périne ist eine Grünfläche von 59.400 m², von der 40.000 m² für die Öffentlichkeit geöffnet sind. Die Anlage liegt im 16. Arrondissement von Paris.

## Lage und Namensursprung
Der Park hat seinen Namen von der Institution Sainte-Périne, aus der das Hôpital Sainte-Périne wurde. Durch den Eingang zum Hospital (17 Rue Chardon-Lagache) kann man in den Park gelangen. Weitere Eingänge gibt es in der Avenue de Versailles und der Rue Mirabeau.

## Geschichte
Von 1109 bis zur französischen Revolution war der Park Teil eines Geländes, das der Abtei Sainte-Geneviève gehörte und den Mönchen als ländliche Unterkunft diente. Das Gebiet grenzte damals an die Seine und die heutigen Straßen Boulevard Exelmans, Rue Boileau, Rue d’Auteuil und Rue Wilhem.
Nach der Enteignung des Geländes, das während der Revolution vom Bezirk Saint-Denis als nationales Eigentum verkauft und dann Kühen und Pferden überlassen wurde, folgten mehrere Besitzer einander, bevor das Anwesen neu eingeteilt und erheblich reduziert wurde. Es fiel schließlich an die Töchter der Gräfin von Aubusson, die es 1858 an die Assistance publique – Hôpitaux de Paris verkauften, als dort die Anstalt Sainte-Périne de Chaillot gegründet wurde. Die von Ponthieu ab 1860 durchgeführten Arbeiten führten zum Bau neuer Gebäude für dieses gemeinnützige Werk, das ursprünglich ein Altersheim beherbergte, dessen Eingang sich in der Rue Chardon-Lagache befindet.
In der zweiten Hälfte des 20. Jahrhunderts wurde das ursprüngliche nur als Altenheim gedachte Haus umgestaltet und zu dem heutigen Hôpital Sainte-Périne - Rossini - Chardon-Lagache ausgebaut. Der Park wurde zum Schutzgebiet erklärt und 1977 an die Stadt übergeben, um daraus einen Platz für Kinder zu machen. Aus den 2 Hektar bei seiner Eröffnung wurden 3,7 Hektar: Der Park Sainte-Périne bekam neue Wege, es wurden neue Bäume gepflanzt und eine verbrauchsarme Beleuchtung installiert.
Im Juni 2006 setzte sich der sozialistische Bürgermeister von Paris, Bertrand Delanoë, anlässlich der Diskussion über eine neue Stadtplanung für die Aufhebung dieser geschützten Grünfläche mit dem Argument ein, es handele sich um freies und bebaubares Land, es liege sowieso in einem Überschwemmungsgebiet; man müsse nur mehr als hundert Platanen, Linden und exotischen Bäumen fällen. Am 12. Juni 2006 wurde die Herabstufung des Parks schließlich durch eine ungewöhnliche Abstimmungsgemeinschaft von UMP, der UDF und der Pariser Grünen abgelehnt, wobei letztere der Ansicht waren, dass es „schwer zuzugeben ist, dass die wenigen verfügbaren Grünflächen in Paris zubetoniert werden, während die Stadt plant, auf dem unbebauten Land hauptsächlich Büros und nur 15 % Sozialwohnungen zu bauen“.
In der Folgezeit stand die Neugestaltung des Parkgeländes immer wieder auf der Agenda des Conseil de Paris. Der Park ist aber bis heute unverändert.

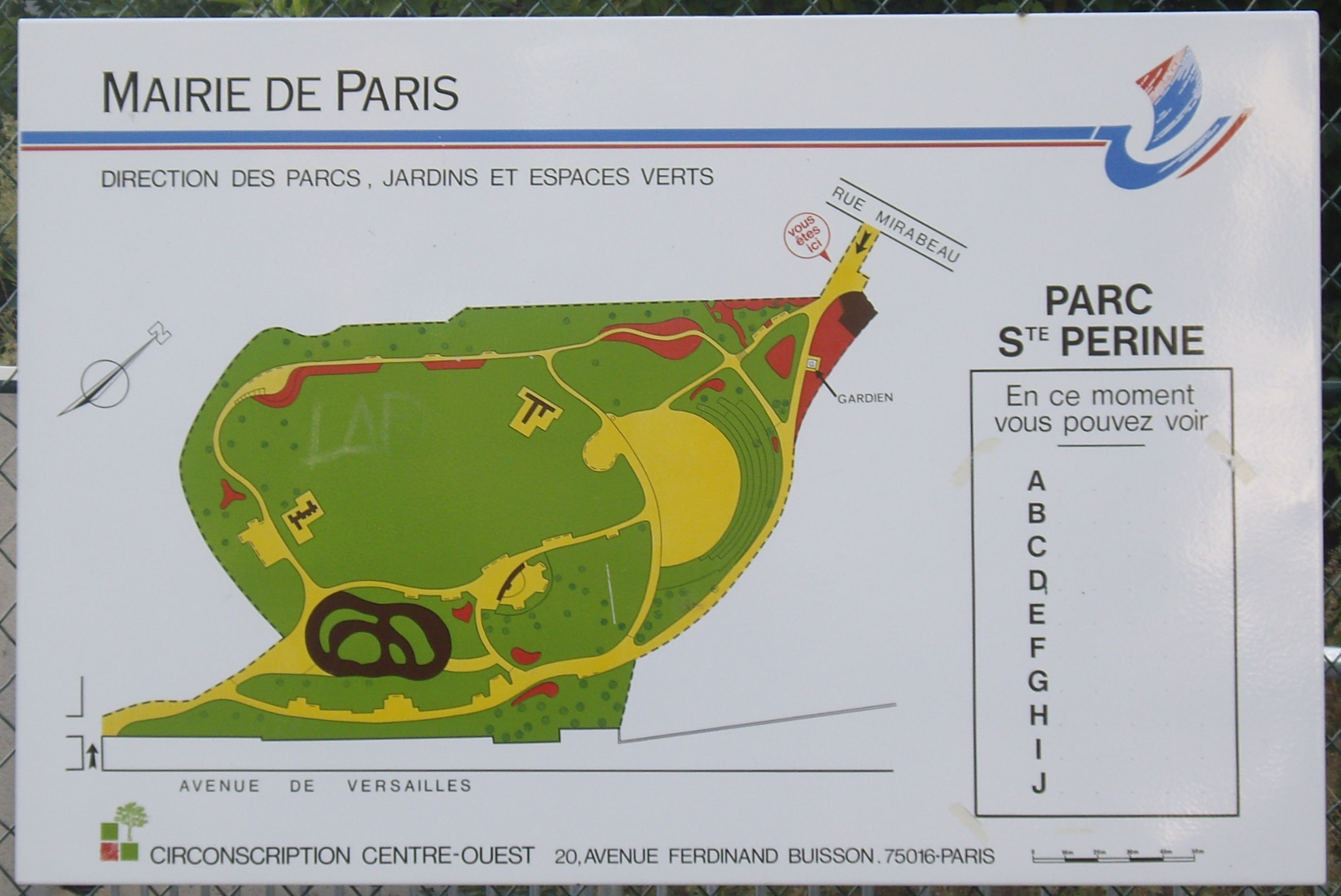
Plan des Parks
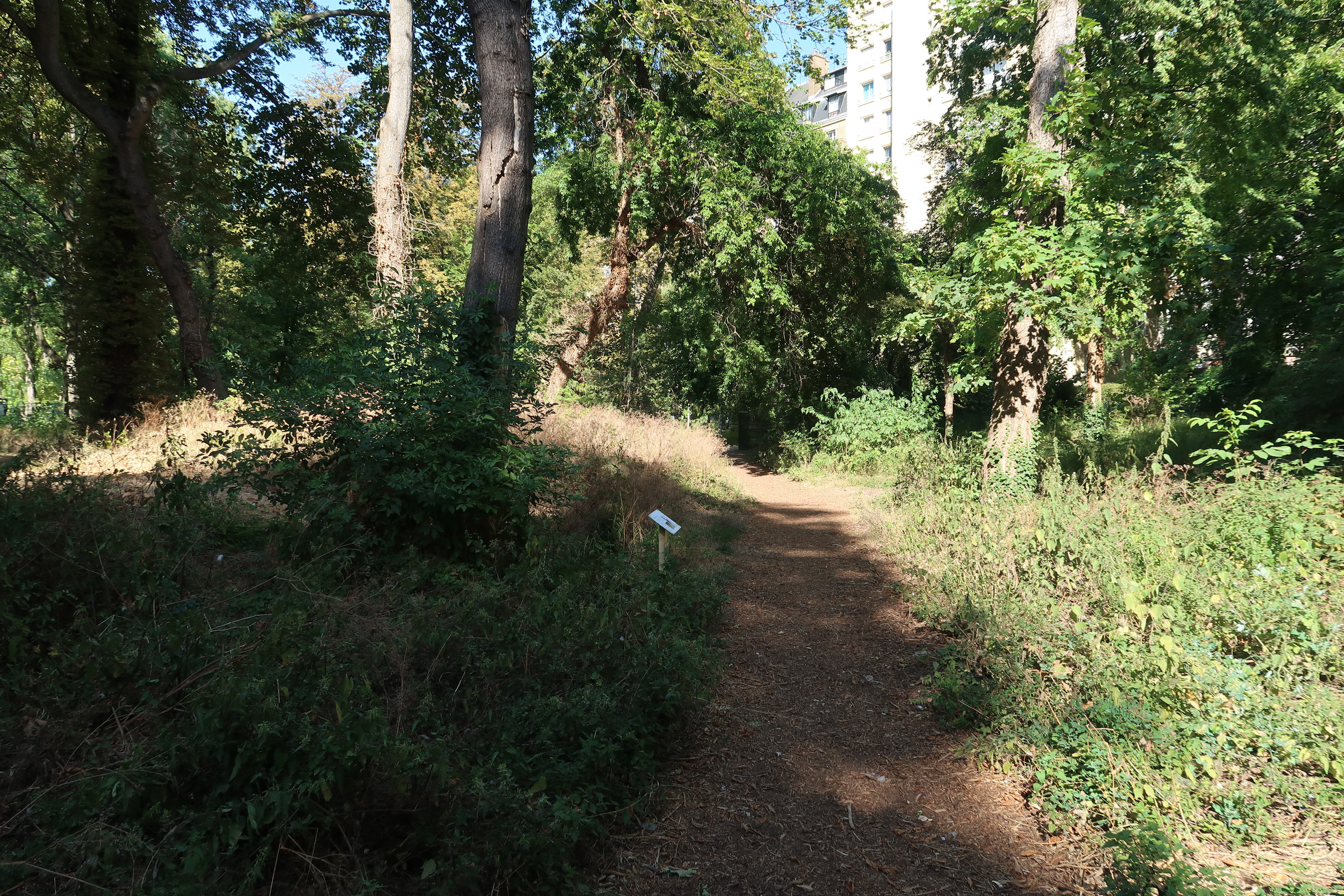
Südseite des Parks
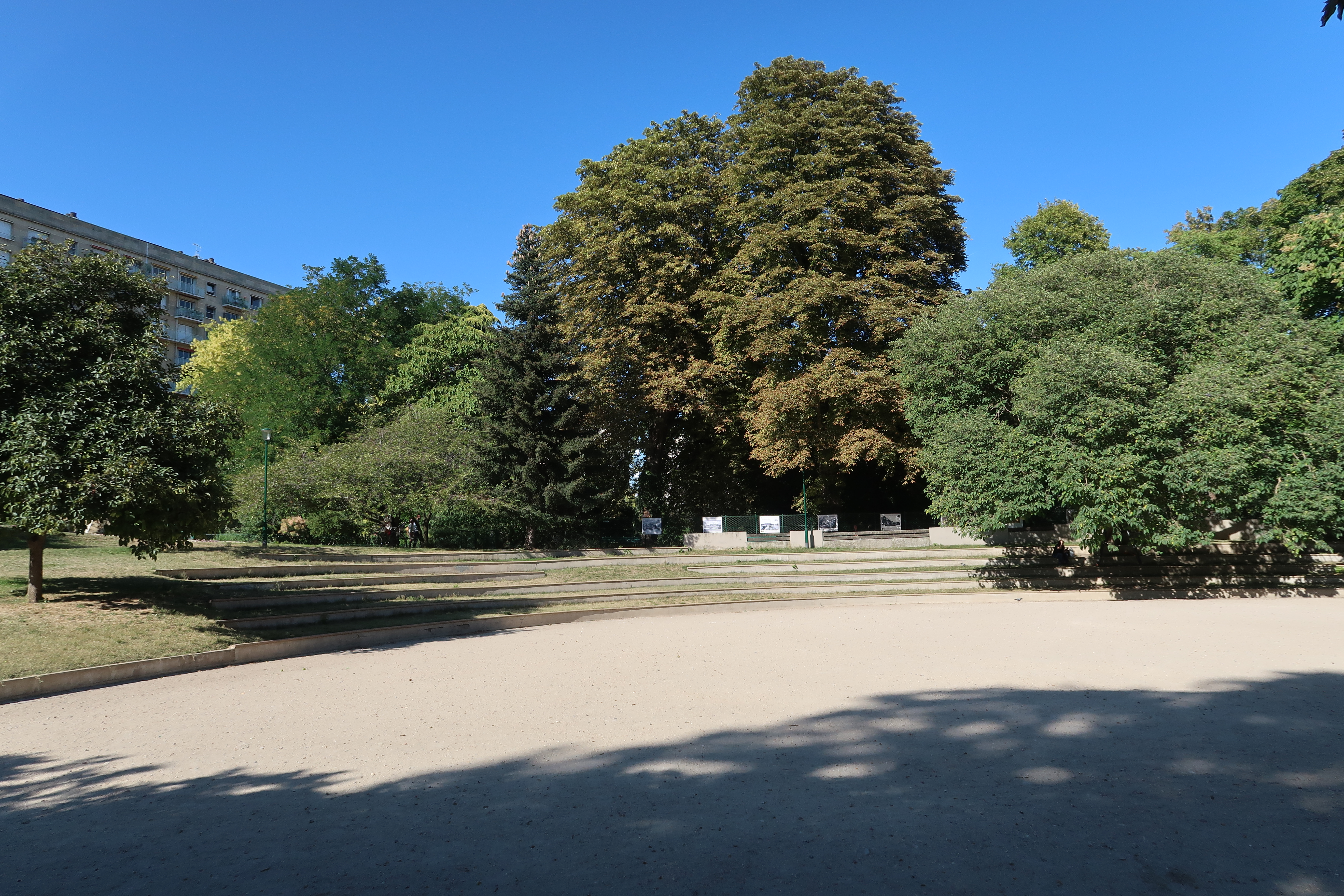
Esplanade
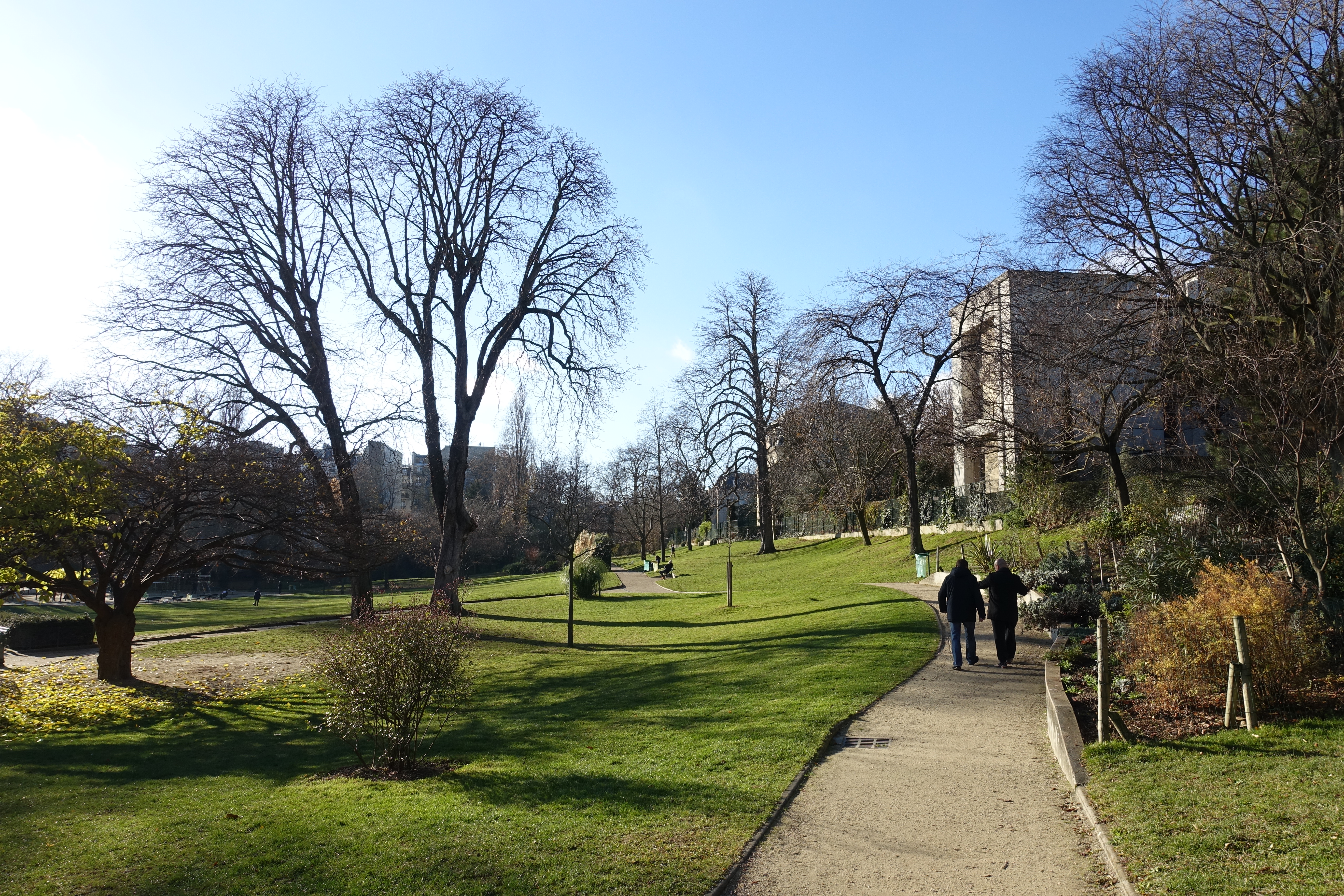
Allee
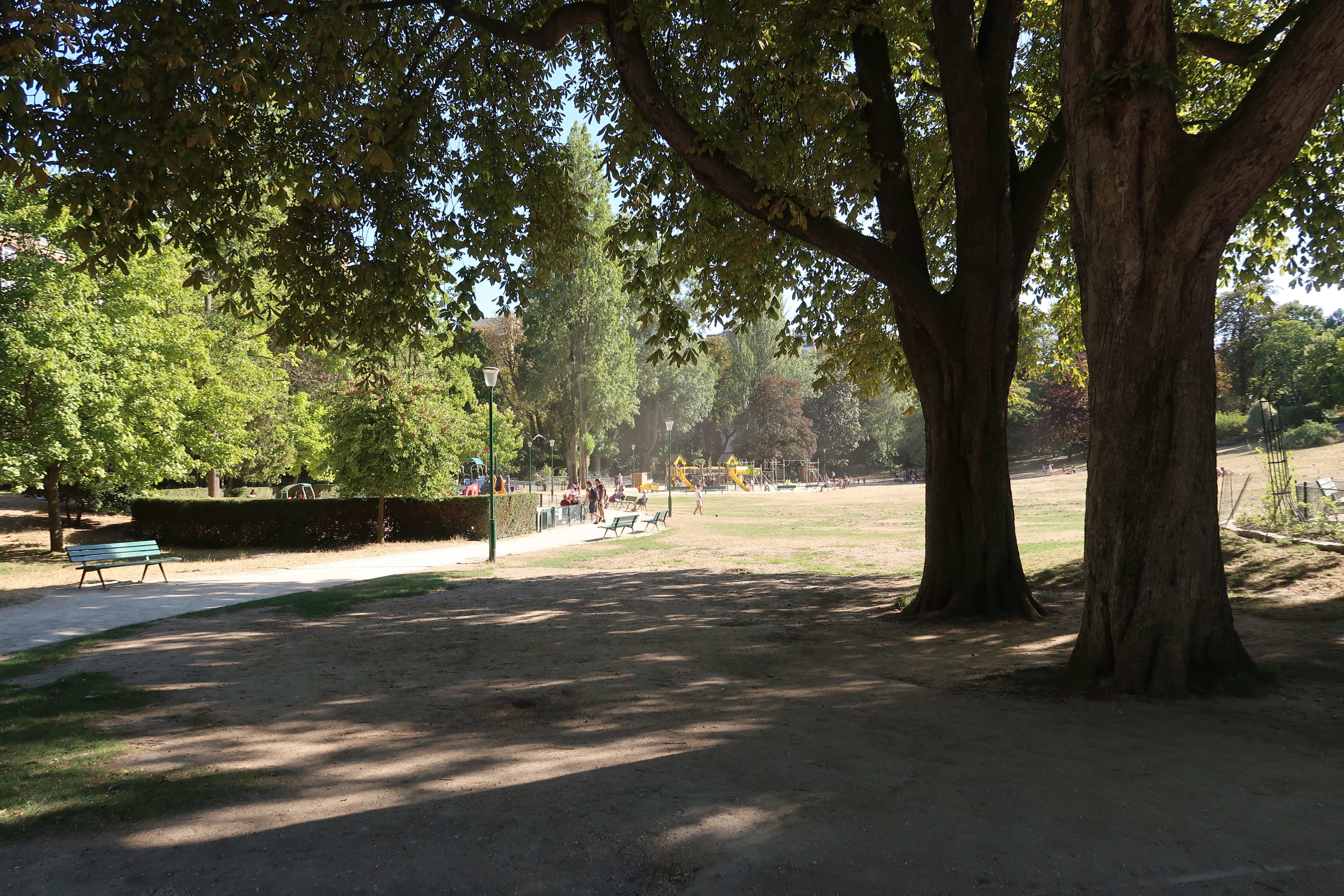
Alte Bäume